# تشن بينغ سن
تشن بينغ سن هو كاتب أغاني ورسام صيني، ولد في 1914، وتوفي في 1988.